# Klaus Goldschlag

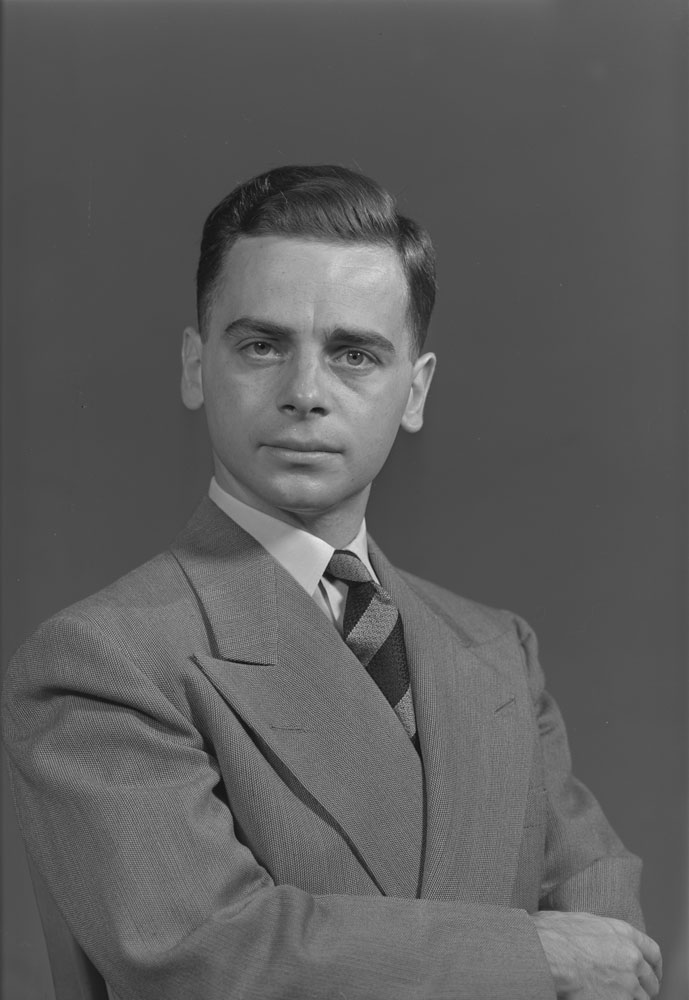
Klaus Goldschlag (1950)

Klaus Goldschlag, OC, (* 23. März 1922 in Berlin; † 30. Januar 2012 in Toronto) war ein kanadischer Botschafter.

## Leben
Klaus Goldschlag war der Sohn des Juristen Walter Goldschlag und seiner Ehefrau Charlotte geborene Blumenthal. Einer seiner Onkel war der Schriftsteller George A. Goldschlag. Goldschlag lebte als Halbwaise im Baruch-Auerbach-Kinderheim in Berlin, aus dem er 1937 durch Alan Coatsworth aus dem nationalsozialistischen Deutschen Reich nach Kanada adoptiert wurde.

“Christian Will Help Refugee Become Rabbi A Jewish youth has been adopted by Alan Coatsworth of Toronto and will be prepared for the rabbinate. Dr. Coatsworth asked to be permitted to take in a German Jewish refugee who wanted to become a rabbi. The lad. Klaus Goldschlag will be adopted by his Christian benefactor and after preparatory studies will be enrolled at Hebrew Union.”

Sein Onkel Gerhard Goldschlag wurde 1944 gemeinsam mit seiner Frau in das KZ Theresienstadt deportiert. Beide wurden im KZ Auschwitz ermordet. Seine Cousine war Stella Goldschlag, die als jüdische „Greiferin“ im Dienst der Gestapo bekannt wurde.
Von 1940 bis 1944 studierte Klaus Goldschlag am Vaughan Road Collegiate und von 1946 bis 1948 an der University of Toronto. Nach seinem Master-Abschluss in Arabisch, trat Goldschlag in den auswärtigen Dienst Kanadas ein. 1972 war er Hauptautor von Canadian Defence Policy - A Study auch „Third Option paper“ genannt, das im Herbst 1972 von Mitchell Sharp im Organ des kanadischen Außenministeriums International Perspectives veröffentlicht wurde. 1973 leitete Goldschlag die Abteilung Western Hemisphere im Außenministerium und wurde stellvertretender Staatssekretär im Außenministerium von Kanada. In dieser Funktion reiste er in die Deutsche Demokratische Republik und hatte am 1. Juli 1977 mit Oskar Fischer eine Unterredung. Goldschlag stiftete das Alan Coatsworth Memorial Scholarship.